# Buidelkikker
De buidelkikker (Gastrotheca marsupiata) is een kikker uit de familie Hemiphractidae. De soort werd voor het eerst wetenschappelijk beschreven door André Marie Constant Duméril en Gabriel Bibron in 1841. Oorspronkelijk werd de wetenschappelijke naam Hyla marsupiata gebruikt.

## Uiterlijke kenmerken
De buidelkikker bereikt een lengte van ongeveer vier centimeter. De lichaamskleur is groen en het lichaam heeft twee tot drie donkergroene zeer dun zwartomzoomde strepen van achterzijde tot kop, zwart gespikkelde flanken en een witte buik met vele kleine zwarte vlekjes. De voor- en achterpoten hebben een dun zwartomzoomde resp. vlekpatroon en bandering. Omdat ze van kleur kunnen veranderen en ook bruine exemplaren voorkomen kan de kleur verschillen. De drie strepen kunnen wat vlekkerig zijn maar zijn altijd voorzien van een dunne zwarte omzoming.

## Verspreiding en habitat
De buidelkikker komt voor in delen van Zuid-Amerika en leeft in de landen Bolivia en Peru. De habitat bestaat uit dichte regenwouden waar het erg vochtig en warm is en het vaak regent. Op het menu staan insecten, wormen en andere kleine ongewervelden.

## Voortplanting en ontwikkeling
Deze soort dankt de naam aan de buidel-achtige huidflap op de rug van de vrouwtjes waar de larven hun embryonale stadium doorlopen. Het is geen echte buidel maar eerder een dunne huidflap, de eitjes zijn goed te zien. Er zijn ook soorten kikkers waarbij de eitjes op de rug worden 'gelijmd', zoals de vroedmeesterpadden.
De eitjes worden in de buidel afgezet en bevrucht, waarna de larven na enige tijd uit het ei komen. Ze blijven een tijdje in de buidel tot ze het larve-stadium voor een deel doorlopen hebben maar de vrouwtjes gaan na enkele weken naar het water waar de kikkervisjes nog doorgroeien tot kleine kikkertjes; ze hebben dus oppervlaktewater nodig voor de ontwikkeling.